# Arisa Inoue
Arisa Inoue (jap. 井上 愛里沙); ur. 8 maja 1995 w Maizuru) – japońska siatkarka, reprezentantka kraju, grająca na pozycji przyjmującej.

## Przebieg kariery
| Lata                      | Klub                     |                   |                   |                   |                   |                   |                   |                   |                   |                   |
| kariera juniorska         | kariera juniorska        | kariera juniorska | kariera juniorska | kariera juniorska | kariera juniorska | kariera juniorska | kariera juniorska | kariera juniorska | kariera juniorska | kariera juniorska |
| ------------------------- | ------------------------ | ----------------- | ----------------- | ----------------- | ----------------- | ----------------- | ----------------- | ----------------- | ----------------- | ----------------- |
| 2012–2015                 | Nishimaizuru High School |                   |                   |                   |                   |                   |                   |                   |                   |                   |
| kariera seniorska         |                          |                   |                   |                   |                   |                   |                   |                   |                   |                   |
| 2015–2018 (do 01.2018)    | Tsukuba Daigaku          |                   |                   |                   |                   |                   |                   |                   |                   |                   |
| 2018–2022 (od 25.01.2018) | Hisamitsu Springs        |                   |                   |                   |                   |                   |                   |                   |                   |                   |
| 2022–                     | AS Saint-Raphaël VB      |                   |                   |                   |                   |                   |                   |                   |                   |                   |

## Sukcesy klubowe
Mistrzostwo Japonii:
- 2018, 2019, 2022

Puchar Cesarza Japonii:
- 2018, 2021

Klubowe Mistrzostwa Azji:
- 2019

## Sukcesy reprezentacyjne
Mistrzostwa Świata Juniorek:
- 2013

Letnia Uniwersjada:
- 2017
- 2015, 2019

Liga Narodów:
- 2024[2]

## Nagrody indywidualne
- 2015: Najlepsza przyjmująca Mistrzostw Świata U-23[3]